# Auguste Bergot
Pour les articles homonymes, voir Bergot.
Auguste Bergot est un écrivain et homme politique né à Portsall (Ridini) le 21 janvier 1891 et mort à Brest le 26 décembre 1966.

## Biographie
Auguste Bergot nait à Portsall en 1891. Sa famille s'installe ensuite à Brest.
Il se destine d'abord à une carrière militaire mais une blessure met fin à ses ambitions. Il travaille ensuite pour les PTT, ce qui lui donne l'occasion de voyager en France, en particulier dans le sud, à Nice, Biarritz, Vichy et La Baule.
Romancier, poète, il est le créateur des Jeux Floraux de Bretagne (1924), société littéraire qui récompense les écrivains poètes, sur le modèle de l'académie des jeux floraux de Toulouse. Il était toujours président du jury en 1958.

## Carrière politique
Il se présente sans succès aux élections cantonales de 1934 dans le canton de Brest-2 et à celles de 1945 dans le canton de Brest-1 avec l'étiquette Radical-Socialiste.
Il est adjoint au maire de Brest chargé des Beaux-Arts et du sport, dans l'équipe de Victor Le Gorgeu, de 1935 à 1939.

## Carrière littéraire
Il a écrit entre autres :
- Au pays de mes ancêtres, éd. poésia, « Brest et ses alentours, Plouguerneau, Le Folgoët, Kersaint-Portsall, Porspoder, Ouessant, Le Conquet, Saint Mathieu, Landerneau, Camaret etc. », 1934 [lire en ligne (page consultée le 05/01/2022)]
- Tombeau de Saint-Pol-Roux, 1941 [lire en ligne (page consultée le 05/01/2022)]
- Vieilles histoires, 1952[6]
- Au bar des 3 marsouins, roman, 1957[7]

## Hommages
Des rues portent son nom à Ploudalmézeau (Portsall) et à Brest.